# Diguetia canities
Espèce
Synonymes
- Segestria canities McCook, 1890

Diguetia canities est une espèce d'araignées aranéomorphes de la famille des Diguetidae.

## Distribution
Cette espèce se rencontre aux États-Unis en Californie, au Nevada, en Utah, en Arizona, au Nouveau-Mexique, au Texas et en Oklahoma et au Mexique en Basse-Californie, au Sonora, au Chihuahua, au Coahuila, au Nuevo León, au Durango, au Jalisco, au Michoacán et à Mexico,.

## Comportement
Diguetia canities vit dans des lieux semi-arides où, du moins dans l'Utah, elle établit volontiers sa toile sur des Opuntia ("chollas" et "prickly pears cactus"). Cet édifice, décrit par Gertsch en 1935 et 1958 puis par Cazier et Mortenson en 1962, est composite car il associe une retraite, un réseau irrégulier et une nappe.

## Description
Les mâles mesurent de 5 à 9 mm et les femelles de 5,5 à 10 mm.
Le mâle de Diguetia canities canities décrit par Gertsch en 1958 mesure 6,8 mm et la femelle 8 mm et le mâle de Diguetia canities mulaiki 5,3 mm et la femelle 5,25 mm.

## Anatomie interne
D'après une étude histologique générale réalisée par Lopez en 1984 sur des exemplaires de Diguetia canities de l'Utah, qu'il a récoltés près de Zion National Park, l'anatomie interne montre un ensemble de particularités dont une glande rostrale dédoublée, une glande venimeuse arborescente et la présence d'un organe supra-anal qui pourrait être nouveau.

### Glande rostrale

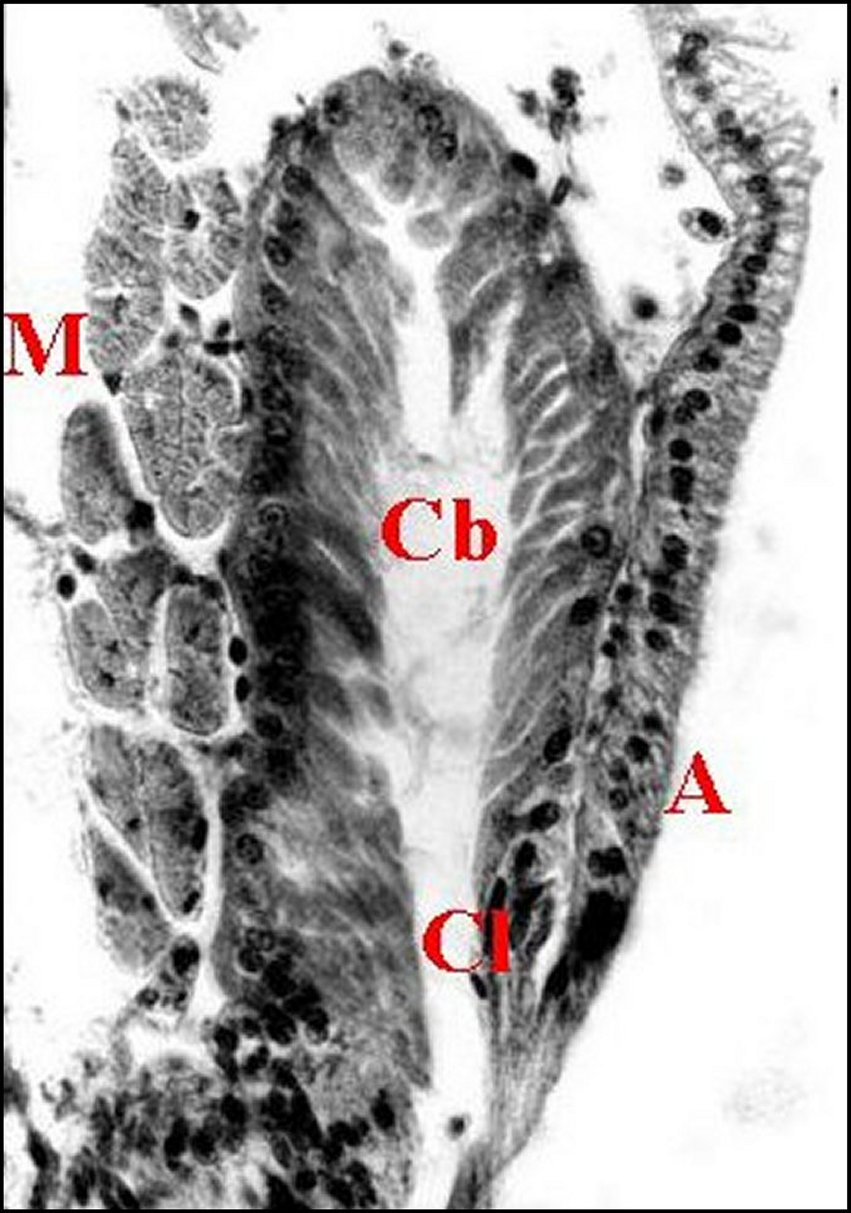
Fig.1 - Diguetia canities : l'une des deux parties de la glande rostrale vue en coupe histologique longitudinale. A, épithélium de la face antérieure du rostre ; Cb, chambre ; Cl, canal ; M, muscle.

La glande rostrale se présente, comme chez les autres araignées, sous la forme d'une invagination épidermique de la face antérieure du rostre (fig.1). Cependant, il ne s'agit pas d'un simple récessus, mais d'une poche double formée par deux tubes parallèles bien visibles en coupe transversale (fig.2) et se terminant en cul-de-sac. Chacun d'eux est formé par une chambre aboutissant à une partie canalaire s'ouvrant extérieurement sous une languette en auvent (fig.1).

### Glande à venin.

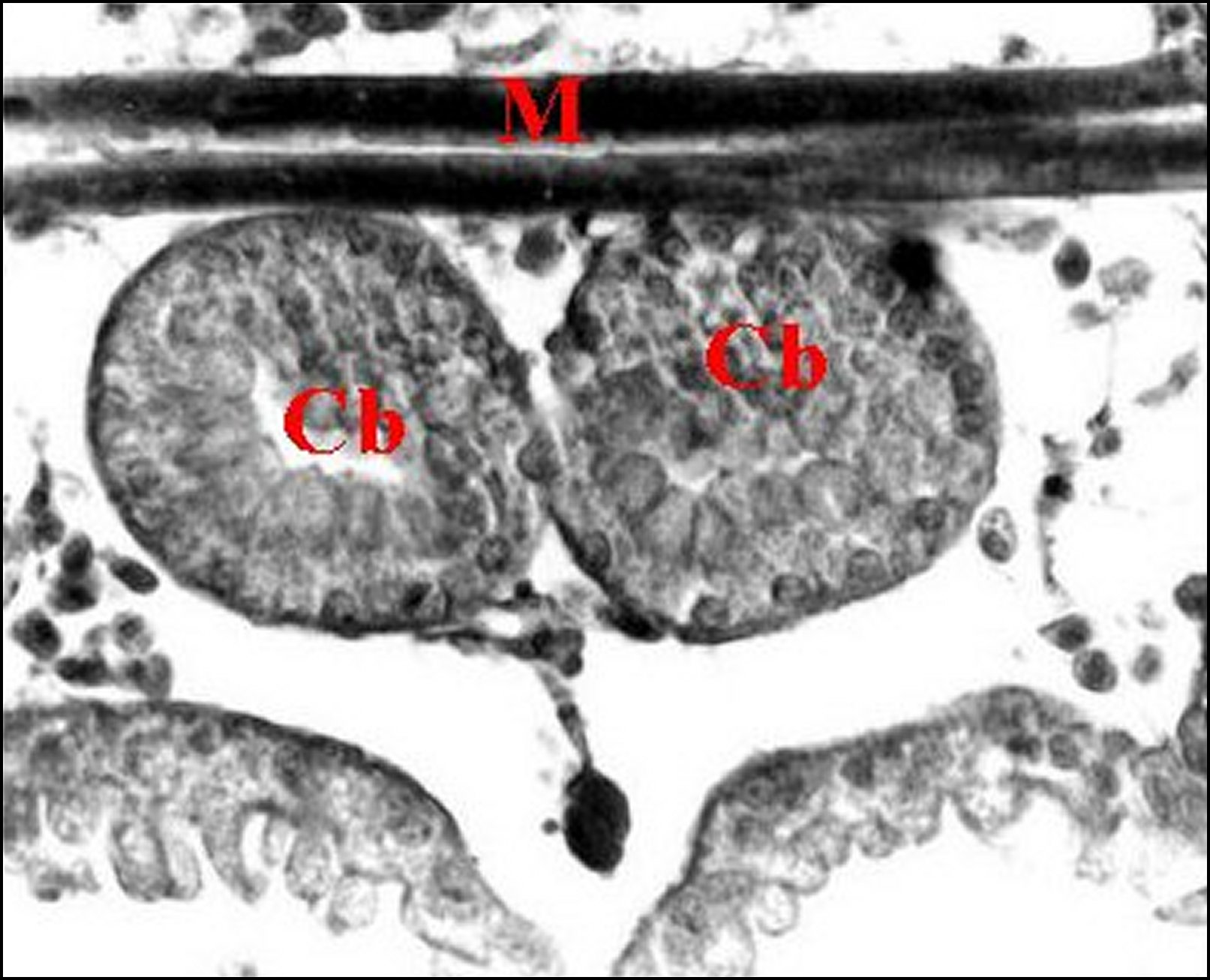
Fig.2 - Diguetia canities : les deux parties jointives de la glande rostrale vues en coupe histologique transversale au niveau des chambres (Cb). M, muscle.

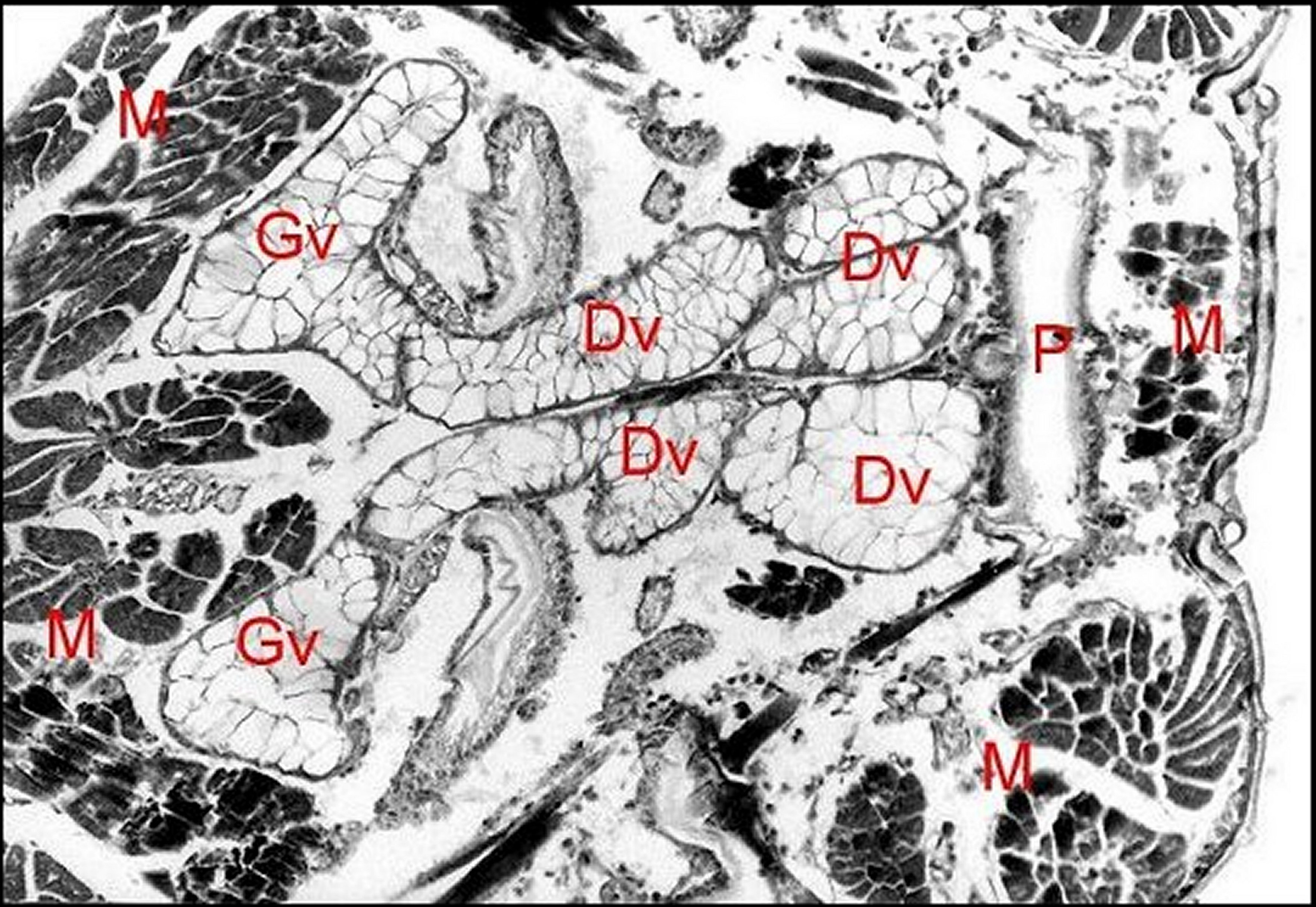
Fig.3 - Diguetia canities : glande à venin (Gv) avec ses nombreux diverticules ou lobes (Dv). M, masses musculaires; P, pharynx, derrière le rostre. Coupe histologique horizontale du prosoma.

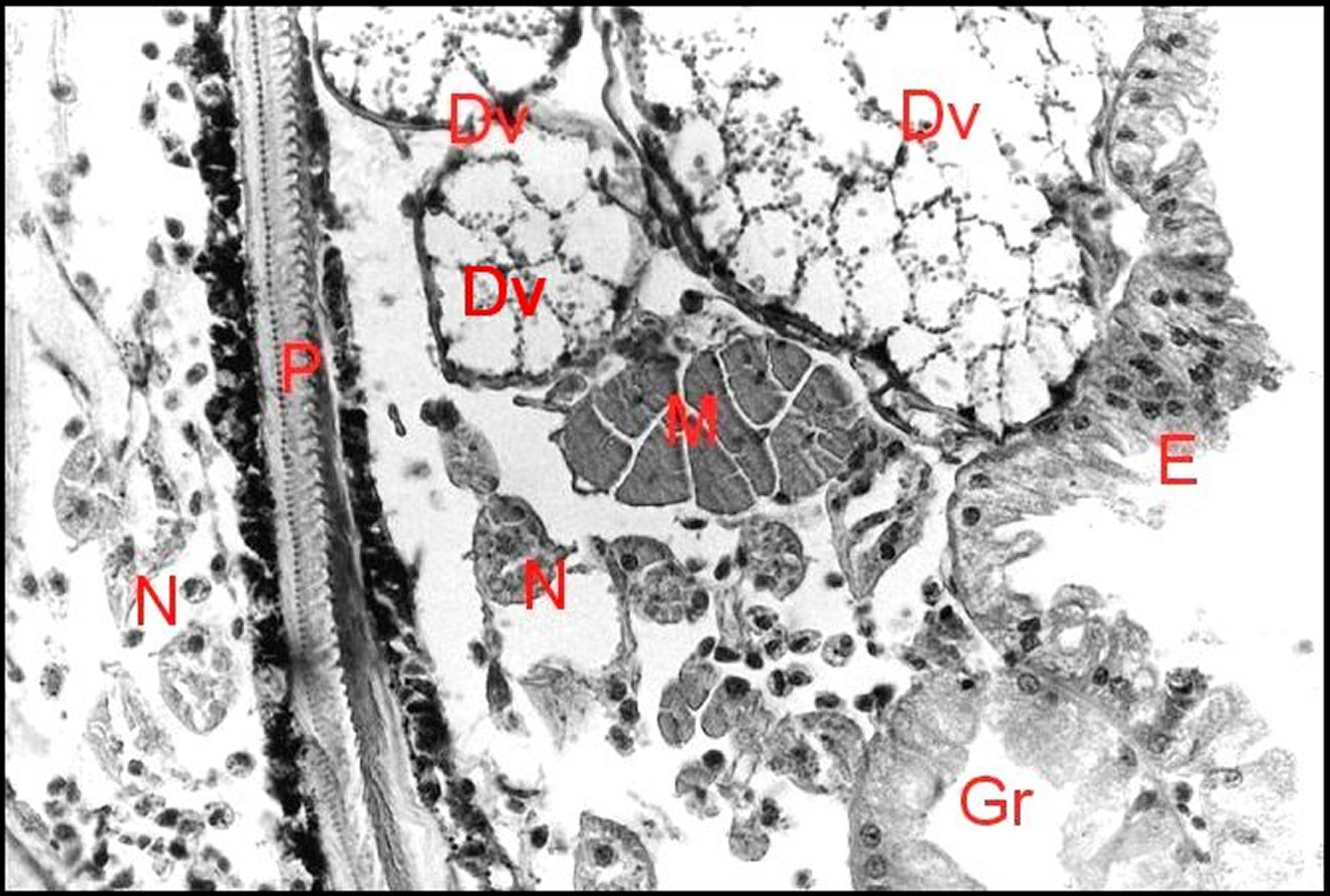
Fig.4 - Diguetia canities : Diverticules de la glande à venin dans le rostre. E, épithélium et Gr, glande rostrale. ; M, muscles ; P, pharynx. Coupe histologique sagittale du prosoma.

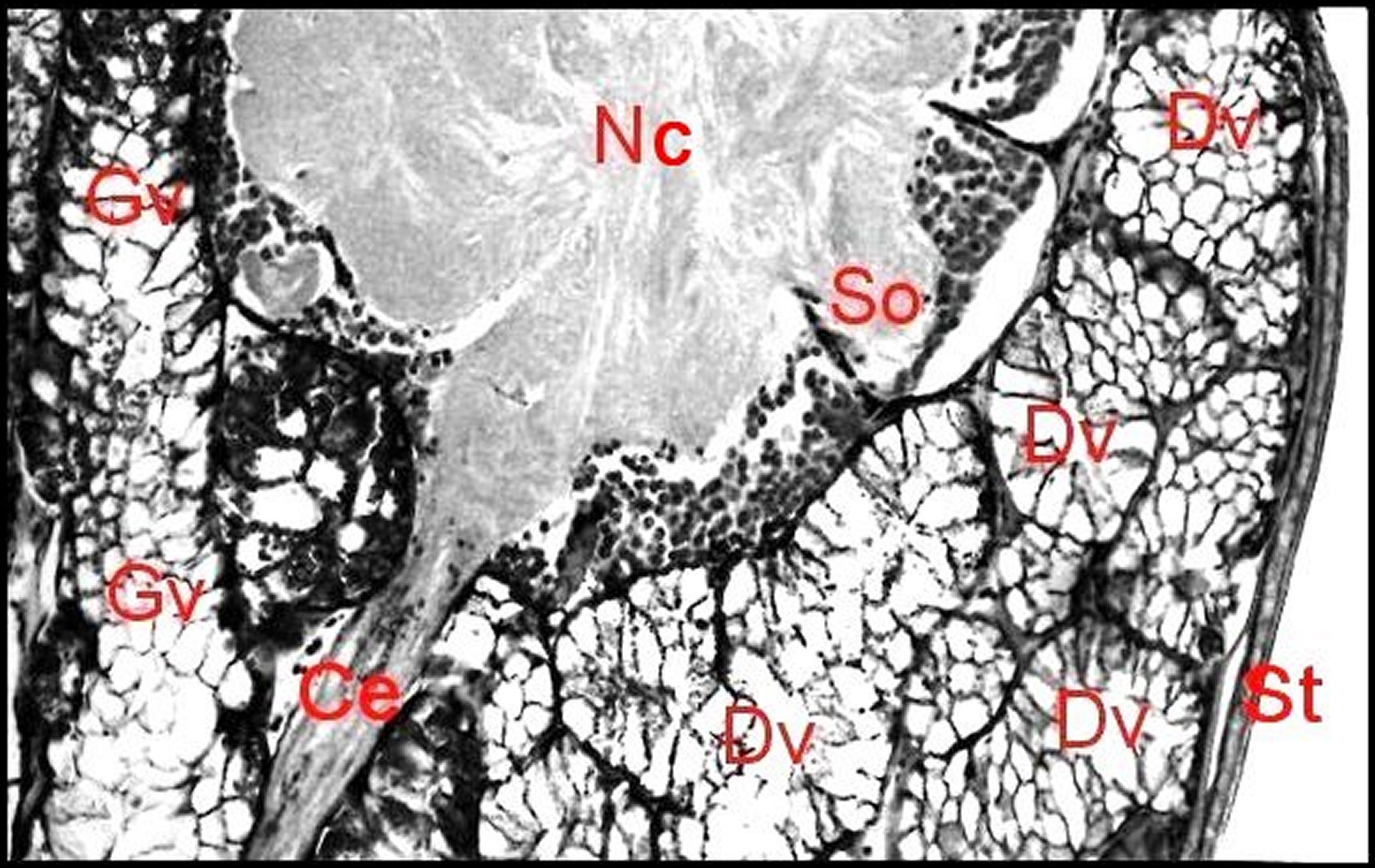
Fig.5 - Diguetia canities : Glande à venin (Gv) et ses diverticules (Dv) entourant le système nerveux central (Nc, So) et sa cauda equina (Ce). St, sternum. Coupe histologique parasagittale du prosoma

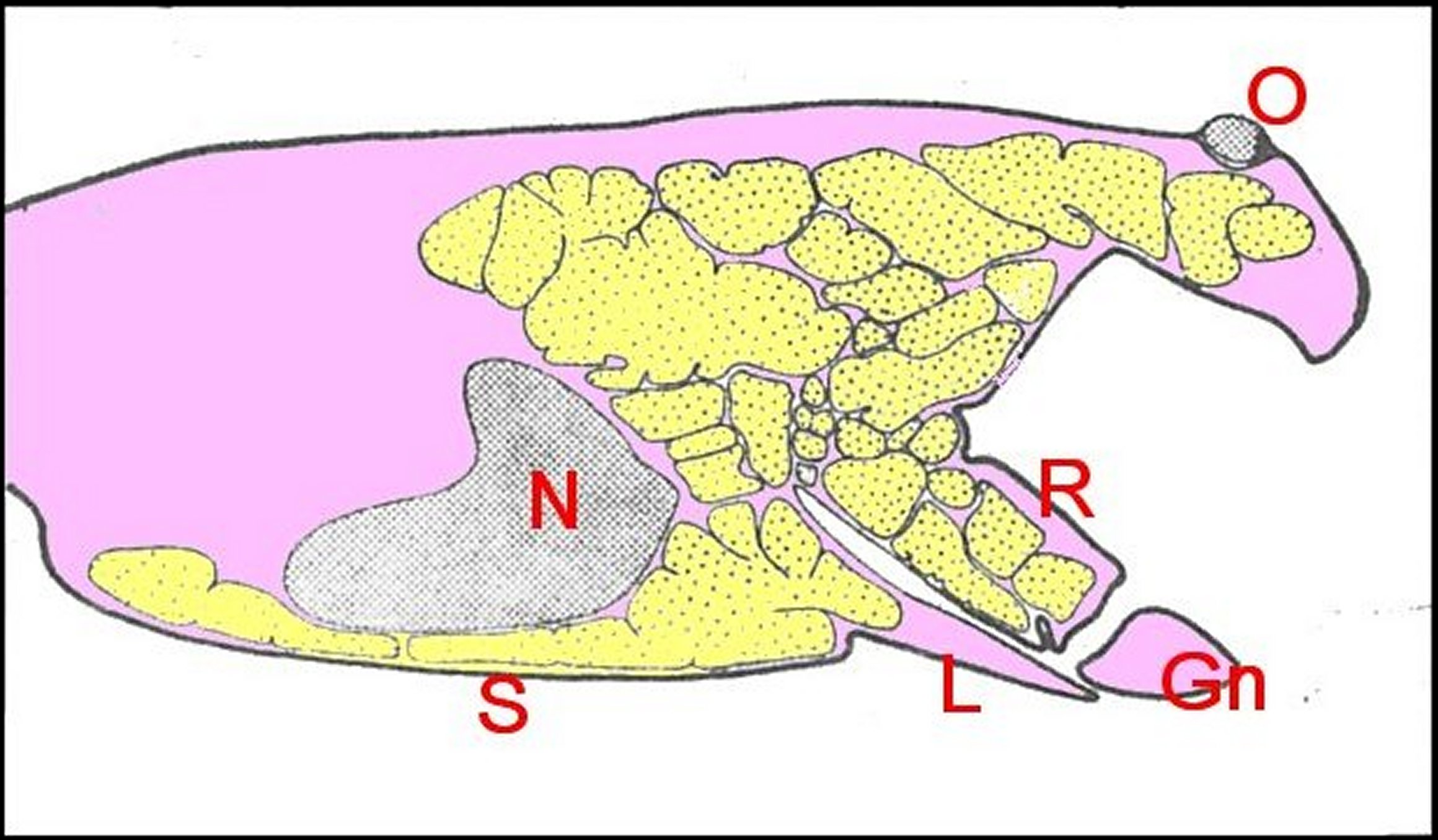
Fig.6 - Plectreurys tristis, schéma du prosoma, d'après Millot et une coupe histologique sagittale du prosoma. Gn, gnathocoxa ; L, labium ; N, masse nerveuse sous-œsophagienne ; O, œil ; R, rostre ; S, sternum. La glande venimeuse est en jaune.

Elle est remarquable par sa grande taille, un caractère particulièrement frappant de cette espèce et qui ne se retrouve rarement chez les autres araignées. Elle occupe au moins la moitié du prosoma, (fig.3), y entourant une grande partie du système nerveux (fig.5). Se ramifiant dans de nombreuses directions, la glande constitue en effet des diverticules ou lobes en forme de poches s'étendant dans le rostre (fig.4),descendant le long du pharynx et son prétendu "organe du goût", en fait l'une des glandes segmentaires, et, vers l'arrière, donc le pédicule, s'étendant jusqu'à la cauda equina, entre les ganglions sous-œsophagiens et l'épiderme sternal (fig.5).
Exception faite pour sa partie intra-chélicérienne, la paroi glandulaire, épaisse d'environ 30 µm, est constituée uniformément dans toutes ses parties par une gaine conjonctive, une membrane basale et un épithélium sécréteur très plissé entourant une lumière assez étroite. Les hautes cellules glandulaires (adénocytes) prismatiques constituant cet épithélium montrent des noyaux basaux à coloration sombre et un cytoplasme clair contenant une petite quantité de sécrétion en grains acidophiles grossiers. Il ne semble pas exister de fibres musculaires sous la basale. En revanche, la portion intra-chélicérienne de la glande venimeuse est caractérisée par une lumière plus large et un épithélium cuboïdal visible juste au-dessus d'un court canal excréteur. Ses cellules sont remplies par une sécrétion acidophile uniformément granuleuse.
Le grand développement de la glande venimeuse se retrouve, en coupes histologiques, chez Plectreurys tristis (Plectreuridae) également américain où il a été mis en évidence par Millot et retrouvé par Lopez (fig.6) ainsi d'ailleurs que chez Filistata insidiatrix (Filistatidae).
Sur le plan fonctionnel, un tel organe produirait un venin dont la grande abondance pourrait permettre à l' araignée de maîtriser d'emblée ses proies par morsure sans avoir recours à un enveloppement préalable avec des fils de soie.

## Liste des sous-espèces
Selon World Spider Catalog (version 23.5, 18/11/2022) :
- Diguetia canities canities (McCook, 1890)
- Diguetia canities mulaiki Gertsch, 1958 du Texas

## Systématique et taxinomie
Cette espèce a été décrite sous le protonyme Segestria canities par McCook en 1890. Elle est placée dans le genre Diguetia par Simon en 1895.
Diguetia dialectica, considérée comme une sous-espèce de Diguetia canities par Gertsch en 1958, a été élevée au rang d'espèce par Jiménez, Cardiel et Chamé-Vázquez en 2022.

## Publications originales
- McCook, 1890 : American spiders and their spinningwork. Philadelphia, vol. 2, p. 1-373 (texte intégral).
- Gertsch, 1958 : « The spider family Diguetidae. » American Museum Novitates, no 1904, p. 1-24 (texte intégral).